# ربط الأسلاك

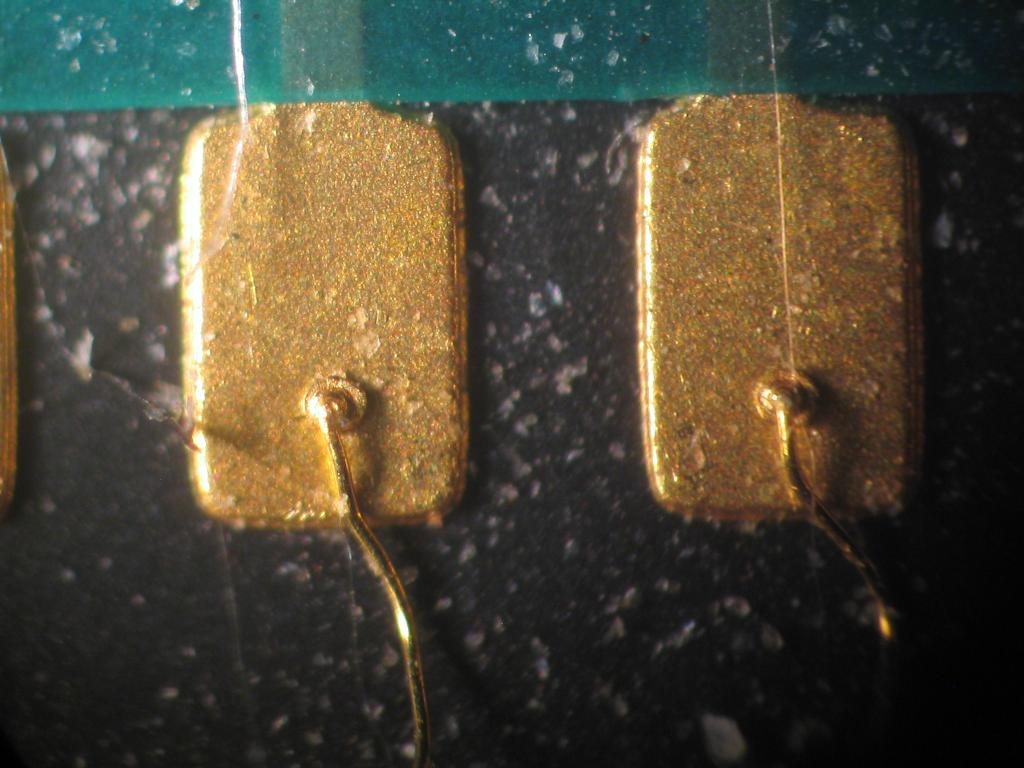
أسلاك ذهبية مربوطة في دارة

ربط الأسلاك  هي تقنية مستخدمة في الصناعات الإلكترونية من أجل وصل بين دارة متكاملة أو أي جهاز شبه موصل آخر مع المكونات الأخرى أثناء المراحل النهائية من تصنيع نبائط أشباه الموصلات.
تعد مرحلة ربط الأسلاك من العمليات الدقيقة في صناعة الإلكترونيات ومن أكثرها كلفة. عند إجراء العملية تراعى الشروط الأخرى من ميزات الدارات، فعند تصميم ملائم للدارة، يمكن أن استخدام ربط الأسلاك عند توترات فوق 100 GHz.